# رابرت جی. میلر
رابرت جی. میلر (انگلیسی: Robert G. Miller؛ زادهٔ ۱۹۴۴) کارآفرین و مدیر ارشد اجرایی آمریکایی است، که هم‌اکنون بعنوان مدیرعامل و رئیس هیئت مدیره شرکت آلبرتسانز فعالیت می‌کند.